# AFC–OFC Challenge Cup
AFC–OFC Challenge Cup – nieistniejące już rozgrywki piłkarskie pomiędzy reprezentacjami - zdobywcami Pucharu Narodów Oceanii oraz Pucharu Azji organizowane co dwa lata przez AFC i OFC.

## Historia
Zapoczątkowany został w 2001 roku przez AFC i OFC jako AFC–OFC Challenge Cup jako następca nieistniejących rozgrywek o Puchar Narodów Afro-Azjatyckich. W turnieju uczestniczyły reprezentacje Japonii jako zdobywca Pucharu Azji 2000 roku oraz Australii jako zdobywca Pucharu Narodów Oceanii 2000. Został rozegrany jeden mecz na japońskim stadionie w Fukuroi. Pierwszy turniej wygrała reprezentacja Japonii.
W 2003 odbyła się kolejna edycja AFC–OFC Challenge Cup. Azję reprezentowała drużyna Iranu jako zwycięzca turnieju piłki nożnej igrzysk azjatyckich w 2002 roku, a Oceanię - Nowa Zelandia jako zdobywca Pucharu Narodów Oceanii 2002. Planowano zorganizować dwumecz 28 marca 2003 w Auckland i 4 kwietnia w Teheranie, jednak przez wojnę w Iraku rozegrano tylko jeden mecz 12 października w Teheranie.

## Finały
| Rok            | Gospodarz         |          | Finał | Finał         | Finał |
| Rok            | Gospodarz         | Zdobywca | Wynik | Finalista     |       |
| -------------- | ----------------- | -------- | ----- | ------------- | ----- |
| 2001 Szczegóły | Fukuroi · Japonia | Japonia  | 3 : 0 | Australia     |       |
| 2003 Szczegóły | Teheran · Iran    | Iran     | 3 : 0 | Nowa Zelandia |       |

## Statystyki
| Lp.  | Drużyna       | Mistrz | Wicemistrz | Lata triumfów |
| ---- | ------------- | ------ | ---------- | ------------- |
| 1-2. | Japonia       | 1      | 0          | 2001*         |
|      | Iran          | 1      | 0          | 2003*         |
| 3-4. | Australia     | 0      | 1          |               |
|      | Nowa Zelandia | 0      | 1          |               |

* = jako gospodarz.